# 富永仲基
富永 仲基（とみなが なかもと、正徳5年〈1715年〉- 延享3年8月28日〈1746年10月12日〉）は、江戸時代大坂の哲学者、町人学者、思想史家。
懐徳堂の学風である合理主義・無鬼神論の立場に立ち、儒教・仏教・神道を実証的に研究した。彼の学問は、思想の展開と歴史・言語・民俗との関連に注目した独創的なものといわれている。

## 人物・生涯
大坂・北浜の醤油醸造業・漬物商を営む家に、懐徳堂の五同志の一人富永芳春（道明寺屋吉左衞門）の3男として生まれた。通称は道明寺屋三郎兵衞、字は子仲、号は南關、藍關、謙斎。弟に富永定堅（荒木定堅、荒木蘭皐、富永東華とも）。
15歳ころまで、懐徳堂で弟の定堅とともに初代学主三宅石庵に儒学を学ぶ。若くして『説蔽』（せつへい、現存せず）を著し、儒教を批判したため破門されたというが、これは富永を批判する仏教僧側からの主張であるので事実としては疑われている。その後田中桐江のもとで詩文を修め、また20歳のころ家を出て宇治の黄檗山萬福寺で一切経の校合に従事し、黄檗宗の仏典の研究に励むなか、仏教に対する批判力を培っていった。
元文3年（1738年）、24歳で、『翁の文』(おきなのふみ)を著述。のち延享2年（1745年）仏教思想の批判的研究書『出定後語』（しゅつじょうごご、しゅつじょうこうご）を刊行し、独特の大乗非仏説（法華経、般若経など、いわゆる大乗仏教の経典は釈迦の言行ではなく、後世の産物という主張）を唱えた。翌年、32歳で死去した。
富永の説で、特筆すべき第一は、後発の学説は必ず先発の学説よりもさかのぼってより古い時代に起源を求めるという「加上」（かじょう）の考え方にあり、その根底に「善」があること、これが即ち聖と俗とを区別する根本であるとする点にある（『出定後語』参照）。この説は本居宣長、後には内藤湖南や村上専精により評価された。
また、思想に現れる民族性を「くせ」とよんでこれに着目。インドは「幻」で空想的・神秘的、中国は「文」で修辞的で誇張する、日本は「絞」で、現代的な意味には、正直と言った意味である、と述べている。（『出定後語』巻の上、神通第八に典拠）つまり、それぞれの文化を相対化し比較観察したことは、文化人類学的発想の先取りと指摘されている。さらに、宗教批判と近代批判とを結びつけるような視点をもった先駆的思想家として、デイヴィッド・ヒュームやフリードリヒ・ニーチェに比する見方もある。
ほかに、古代中国の音楽から日本の雅楽に至るまでの音律の変遷をたどった、漢文による20歳代の時の著作『楽律考』があることが1937年にわかり、写本の影印本や現代日本語訳が出版されている。
弟、東華は仲基について、病弱であり、また清潔で言葉少なく穏やかだが短気であった、著作を多く記したが失われた、と語る。

## 著書
- 「翁の文」石濱純太郎・水田紀久・大庭脩校注
  - 『日本古典文学大系 97 近世思想家文集』岩波書店、1966年。
- 「翁の文」楢林忠男訳、「出定後語」石田瑞麿訳
  - 富永仲基『日本の名著18　富永仲基・石田梅岩』加藤周一責任編集、中央公論社、1972年。ISBN 4124003587。
- 『日本思想大系 43　富永仲基・山片蟠桃』岩波書店、1973年。「出定後語」水田紀久校注。
- 『出定後語』隆文館〈現代仏教名著全集〉京戸慈光編、1982年。
- 『富永仲基の「楽律考」 儒教と音楽について』横田庄一郎編著/印藤和寛 訳・解題　朔北社、2006年。

## 関連書籍
- 吉田鋭雄『池田人物誌』太陽日報社、1923年（大正12年）。上 doi:10.11501/972047、下 doi:10.11501/972048
- 石浜純太郎『富永仲基』創元社「創元選書」、1940年。doi:10.11501/1914313
- 脇本平也『日本の仏教14　近代の仏教者 出定後語<富永仲基> 我が信念<清沢満之>』筑摩書房、1967年。doi:10.11501/2975146
- 梅谷文夫・水田紀久『富永仲基研究』和泉書院、1984年。
- 宮川康子『富永仲基と懐徳堂 思想史の前哨』ぺりかん社、1998年。
- 加藤周一『富永仲基異聞 戯曲 消えた版木』かもがわ出版、1998年。
- 釈徹宗『天才 富永仲基　独創の町人学者』新潮新書、2020年。
- 富樫倫太郎『風狂奇行』廣済堂出版、2022年。